# Vasiljevići (Ivanjica)
Pour les articles homonymes, voir Vasiljevići.
Vasiljevići (en serbe cyrillique : Васиљевићи) est un village de Serbie situé dans la municipalité d’Ivanjica, district de Moravica. Au recensement de 2011, il comptait 47 habitants.

## Démographie
| 1948 | 1953 | 1961 | 1971 | 1981 | 1991 | 2002 | 2011 |
| ---- | ---- | ---- | ---- | ---- | ---- | ---- | ---- |
| 453  | 452  | 370  | 262  | 130  | 81   | 64   | 47   |

|  |